# Reithrodontomys humulis
Reithrodontomys humulis е вид гризач от семейство Мишкови (Muridae). Възникнал е преди около 0,3 млн. години по времето на периода кватернер. Видът не е застрашен от изчезване.

## Разпространение и местообитание
Разпространен е в САЩ (Алабама, Арканзас, Вирджиния, Джорджия, Западна Вирджиния, Индиана, Кентъки, Луизиана, Мериленд, Мисисипи, Оклахома, Охайо, Северна Каролина, Тексас, Тенеси, Флорида и Южна Каролина).
Обитава гористи местности, ливади, степи, блата, мочурища и тресавища в райони с тропически и субтропичен климат, при средна месечна температура около 17,1 градуса.

## Описание
На дължина достигат до 6,5 cm, а теглото им е около 8,3 g.
Продължителността им на живот е около 2,2 години. Популацията на вида е стабилна.